# Tyrrell 017
A Tyrrell 017 egy Formula–1-es versenyautó, amellyel a Tyrrell csapat versenyzett az 1988-as Formula–1 világbajnokság során, valamint egy verseny erejéig a 017B típussal az 1989-es bajnoki küzdelmekben. 1988-ban Jonathan Palmer és Juilan Bailey vezették, 1989-ben pedig az utóbbi helyére érkező Michele Alboreto.

## Áttekintés
Akárcsak az elődjébe, ebbe is a Ford-Cosworth DFZ erőforrás került. Ez az idény volt a turbómotoros korszak utolsó éve, ezért több csapat már szívómotorokat használt, felkészülve az új szabályokra. 1989-ben ennek a motornak az újabb és erősebb változatát, a DFR típust használták. Ezeket nem használhatták 1988-ban, mert azokat a Benetton csapat kapta meg, cserébe a DFZ motor megkapta a DFR főtengelyét, de így is gyengébb volt, mint az.
Elődje, a DG016 továbbfejlesztésével készült, és ahhoz hasonlóan teljesített. Míg 1987-ben a szívómotoros autók számára létezett egy külön bajnoki küzdelem (a Colin Chapman-kupa és a Jim Clark-kupa), amelyekben diadalmaskodott a Tyrrell, ebben az évben már nem volt ilyen. Az autó alkalmi pontszerző volt, és az is kizárólag Palmerrel. Bailey nemcsak hogy nem szerzett pontot, de számtalan versenyre nem is tudta magát kvalifikálni.

## Eredmények
(félkövér jelöli a pole pozíciót, dőlt betű a leggyorsabb kört)
| Év   | Kasztni      | Motor        | Gumik | Pilóták          | 1   | 2   | 3   | 4   | 5   | 6   | 7   | 8   | 9   | 10  | 11  | 12  | 13  | 14  | 15  | 16  | Pontok | Helyezés |
| ---- | ------------ | ------------ | ----- | ---------------- | --- | --- | --- | --- | --- | --- | --- | --- | --- | --- | --- | --- | --- | --- | --- | --- | ------ | -------- |
| 1988 | Tyrrell 017  | Cosworth DFZ | G     |                  | BRA | SMR | MON | MEX | CAN | DET | FRA | GBR | GER | HUN | BEL | ITA | POR | ESP | JPN | AUS | 5      | 8.       |
| 1988 | Tyrrell 017  | Cosworth DFZ | G     | Jonathan Palmer  | KI  | 14  | 5   | NK  | 6   | 5   | KI  | KI  | 11  | KI  | 12  | NK  | KI  | KI  | 12  | KI  | 5      | 8.       |
| 1988 | Tyrrell 017  | Cosworth DFZ | G     | Julian Bailey    | NK  | KI  | NK  | NK  | KI  | 9   | NK  | 16  | NK  | NK  | NK  | 12  | NK  | NK  | 14  | NK  | 5      | 8.       |
| 1989 | Tyrrell 017B | Cosworth DFR | G     |                  | BRA | SMR | MON | MEX | USA | CAN | FRA | GBR | GER | HUN | BEL | ITA | POR | ESP | JPN | AUS | 16*    | 5.       |
| 1989 | Tyrrell 017B | Cosworth DFR | G     | Jonathan Palmer  | 7   |     |     |     |     |     |     |     |     |     |     |     |     |     |     |     | 16*    | 5.       |
| 1989 | Tyrrell 017B | Cosworth DFR | G     | Michele Alboreto | 10  |     |     |     |     |     |     |     |     |     |     |     |     |     |     |     | 16*    | 5.       |

* Minden pontot a Tyrrell 018-assal gyűjtöttek.

## Forráshivatkozások
1. ↑  Legendák a lejtőn – Tyrrell (magyar nyelven). Napi F1 sztori, 2022. június 15. (Hozzáférés: 2024. október 8.)